# ポポー
ポポー（英名: pawpaw、学名: Asimina triloba）は、バンレイシ科のポポー属に属する樹木の1種、または食用とされるその果実のことである。ポーポーやパポー、ポポーノキ、ポポともよばれ、また果実の形がアケビに、果肉の色や味、質感が柿に似るためアケビガキともよばれる。「pawpaw」はポポー属全体を意味することもあり、また全く遠縁の植物であるパパイア（パパイア科）を意味することもある。学名の種小名である triloba は、3枚の萼片をもつことに由来する。
落葉性の低木から高木であり、春に暗紫色の花がうつむいて咲く（図1下）。果実は楕円形の液果であり（図1上）、果肉は黄色く柔軟粘質で甘く芳香をもち、「森のカスタードクリーム」ともよばれる。バンレイシ科の中では最も耐寒性が高く、北米東部原産である。明治期に日本に持ち込まれたが、果実が日持ちしないため大規模な商業栽培はされていない。

## 特徴
落葉低木から高木であり、主幹（直径は最大30センチメートル (cm)）は明瞭で高さ1.5–14メートル (m)（下図2a, b）。日当たりが良い場所では枝が密に出て細い円錐形になるが、日陰では枝が少なく横に広がる。樹皮は薄く、平滑、暗褐色、古くなるとしばしば灰色の斑点と小さな突起がある（下図2c）。若い枝には黄色の細毛があるが、のちに無毛になる。根が地表近くを横走し、ひこばえを生ずるため、しばしば群生する。
葉は互生し、楕円形から倒卵状楕円形、尖頭で基部はくさび形、全縁、長さ 15–30 cm、幅約 10 cm（下図2d）。葉を揉むとトマトやピーマンのような匂いがする。葉の裏面には毛が密生するが、古くなると葉脈上を残して毛は落ちる。葉柄は長さ 0.5–1 cm。
花期は2月から5月（緯度による）、葉の展開前またはほぼ同時に、先年枝に花が単生する。花は直径 2–5 cm、悪臭を放ち、釣鐘状でうつむいて咲き、花柄は長さ 1.5–2 cmで褐色毛が密生する（下図2e）。小苞は1–2個、卵形から三角形で有毛、微小。萼片は緑色、3枚、長さ8–12ミリメートル (mm)、裏面には密に毛がある（下図2e）。花弁は最初は緑色で後に暗紫色、3枚ずつ2輪につき、外花弁は外側に湾曲し、長さ 1.5–2.5 cm、内花弁は明らかに外花弁よりも小さく直立する（下図2e, f）。花の中央に3–7個の雌しべがあり、多数の雄しべがこれを取り囲んで球状の塊となっている（下図2f, 2b）。
果期は7–10月、個々の雌しべは楕円形の液果となり、ふつう1個の花に由来する2–3個の果実がまとまってつく（下図2g）。果実は長さ 5–16 cm、直径 3–7 cm、重さ20–500グラムほどであり、表面は最初は緑色だが熟すと黄緑色になる。果肉は柔軟粘質で白色から橙色、強い芳香を放つ（下図2h）。完熟すると落果する。種子は黒褐色、直径 1.5–2.5 cm、数十個が2列にならんでいる（下図2h, i）。
染色体数は 2n = 18。

## 分布・生態
ポポー属はバンレイシ科としては例外的に温帯域に分布しており、中でもポポーはもっとも寒冷な地域にまで生育し、マイナス26度にも耐えることができる。北米東部の五大湖周辺からフロリダ州、テキサス州にかけて自生する（下図3a）。中性からやや酸性で水はけの良い肥沃な土壌を好む。自生地では落葉広葉樹林の低木層を構成し、ヌマミズキ（Nyssa sylvatica; ヌマミズキ科）、オハイオトチノキ（Aesculus glabra; ムクロジ科）、アメリカサイカチ（Gleditsia triacanthos; マメ科）、ケンタッキーコーヒーツリー（Gymnocladus dioica; マメ科）などとともに出現する。
雌性先熟（雌しべが先に成熟し、受粉したのちに雄しべが成熟して花粉を放出し、同花受粉を避ける）であり（下図3b）、また自家不和合性が高いため、単独の木ではあまり結実しない。腐食性のハエや甲虫が訪花し、花粉媒介する（下図3b）。
果実はハイイロギツネ、アライグマ、リス、オポッサム、鳥などに食べられる。
自生地では、Talponia plummeriana（ハマキガ科）やアメリカタイマイ（Eurytides marcellus; アゲハチョウ科）がポポーを食樹とする（上図3c）。

## 人間との関わり

### 利用
熟した果実は、果肉が柔軟粘質で甘く、強い芳香をもつ（下図4a, b）。「森のカスタードクリーム」ともよばれ、味はバナナやマンゴーに似るとされる。ただし、強い匂いのため好まれないこともある。生食されるほか、アイスクリームやパイなどに加えて食べられることもある。
ポポーは、ビタミンA、ビタミンC、マグネシウム、鉄、銅、マンガンが比較的豊富である（表）。 
ポポーの種子には催吐効果が報告されているアルカロイドである asiminine が含まれ、また殺虫剤にも利用される。葉には利尿作用があり、またおできや潰瘍、膿瘍に外用されることもある。樹皮はアナロビンを含み、薬用に利用されることがある。また枝からは抗がん剤や農薬としての可能性をもつ物質が報告されている。
樹皮の繊維はロープに用いられることがあり、また果実からは黄色い色素が得られる。

### 栽培
20世紀初頭より栽培化が始まり、多数の品種が作出され、'Allegheny'、'Davis'（デービス）、'Mango'（マンゴー）、'Mitchell'（ミッチェル）、'NC-1'、'Overleese'（オーバーリース）、'PA-Golden'、'Potomac'（ポトマック）、'Prolific'、'Rebecca’s Gold'（レベッカゴールド）、'Shenandoah'（シェナンドー）、'Sunflower'（サンフラワー）、'Susquehanna'（サスケハンナ）、'Sweet Alice'（スウィートアリス）、'Taylor'（テイラー）、'Taytwo'（タイトウ）、'Wabash'（ワバッシュ）、'Wells'（ウェールズ）、'Wilson' などがある。
年平均気温10–20°Cの地域で栽培可能であり、水はけ・水もちのよい土壌を好む。病虫害は少なく無農薬で栽培可能であり、また樹形も美しいため、家庭用に栽培されることが多い。挿し木は難しく、種子繁殖または接ぎ木を行う。種子から結実までは5–6年を要する。種子は冷凍または乾燥保存できず、また発芽には90–120日の低温処理を要する。
植え付けは落葉期に行う。商業栽培では、南北に 2 m 間隔で植えた列を 5.5 m 間隔で列べることがある。植え付け当初には十分な水を必要とし、数週間ごとのバランス良い肥料が望ましいとされる。庭木としては、2月と10月に有機質肥料か速効性化成肥料を施す。日向を好むが、植え付け初期には部分的な日陰があると定着しやすい。枯れた枝や損傷した枝を除いて剪定はほとんど必要ない。ただし花が先年枝につくため、定期的な剪定によって新たな枝の成長を促すことがある。家庭栽培ではブラシを使った（異品種間の）人工授粉を行うことがあり、また商業栽培では送粉者であるハエなどを誘引するために動物死体を吊るしておくことがある。
結実量が多い場合は、摘果することで大きな果実を収穫することができる。完熟前に収穫し、室温で追熟する。室温では2–3日で急速に軟化し、過熟になると褐変する。冷蔵では3週間ほど保存できることがある。果実の収穫適期の判断が難しいことや日持ちしないことから商業的な大規模栽培はされず、地産地消型の果物となっている。
日本では青森県から九州まで栽培可能である。1895年ごろに小石川植物園に、1905年に京都府農事試験場に導入された。第二次世界大戦後に急速に各地に広がったが、大規模に商業栽培されている例はない。愛媛県大洲市長浜町や茨城県日立市十王町などが産地として知られている。